# Nathan Smith (biatlonista)
Nathan Smith (* 25. prosince 1985, Calgary, Kanada) je bývalý kanadský biatlonista, bronzový medailista z juniorského šampionátu v roce 2005 a vicemistr světa. Jeho dosavadním největším úspěchem je stříbrná medaile ze sprintu na Mistrovství světa v biatlonu 2015 ve finském Kontiolahti. Na šampionátu v roce 2016 v norském Oslu vybojoval s kanadskou štafetou bronzové medaile.
Ve světovém poháru vyhrál jeden stíhací závod v Chanty-Mansijsku v sezóně 2014/15.

## Výsledky

### Olympijské hry a mistrovství světa
Smith je šestinásobným účastníkem Mistrovství světa v biatlonu a jednou se zúčastnil i zimních olympijských her. Jeho největším úspěchem v závodech jednotlivců je stříbrná medaile ze sprintu ve finském Kontiolahti z roku 2015. V týmovém závodě dokázal získat společně s Christianem Gowem, Scottem Gowem a Brendanem Greenem bronzové medaile na MS 2016 v Oslu.
| Sezóna  | Akce | Místo                | SP          | SZ          | HZ          | IZ          | ŠT          | SŠT         | Věk         |             |
| ------- | ---- | -------------------- | ----------- | ----------- | ----------- | ----------- | ----------- | ----------- | ----------- | ----------- |
| 2007/08 | MS   | Östersund            | 92.         | –           | –           | 81.         | 21.         | –           | 22 let      |             |
| 2010/11 | MS   | Chanty-Mansijsk      | 67.         | –           | –           | 85.         | 11.         | –           | 25 let      |             |
| 2011/12 | MS   | Ruhpolding           | 45.         | 43.         | –           | 61.         | 13.         | 18.         | 26 let      |             |
| 2012/13 | MS   | Nové Město na Moravě | 73.         | –           | –           | 63.         | 8.          | –           | 27 let      |             |
| 2013/14 | ZOH  | Soči                 | 13.         | 11.         | DNF         | 25.         | 7.          | –           | 28 let      |             |
| 2014/15 | MS   | Kontiolahti          | 2.          | 13.         | 23.         | 44.         | 19.         | 12.         | 29 let      |             |
| 2015/16 | MS   | Oslo                 | 46.         | 15.         | –           | 42.         | 3.          | 11.         | 30 let      |             |
| 2016/17 | MS   | Hochfilzen           | nestartoval | nestartoval | nestartoval | nestartoval | nestartoval | nestartoval | nestartoval | nestartoval |
| 2017/18 | ZOH  | Pchjongčchang        | 44.         | 54.         | –           | 81.         | –           | –           | 32 let      |             |

Poznámka: Výsledky z mistrovství světa se započítávají do celkového hodnocení světového poháru, výsledky z olympijských her se dříve započítávaly, od olympijských her v Soči se nezapočítávají.

### Juniorská mistrovství
Zúčastnil se čtyř juniorských šampionátů v biatlonu. Má bronzovou medaili ze štafety z finského Kontiolahti z roku 2005. Jeho nejlepším individuálním umístěním je 19. pozice ze stíhacího závodu z amerického Presque Isle v roce 2006.
| Sezóna  | Akce | Místo        | SP  | SZ  | IZ  | ŠT  | Věk    |
| ------- | ---- | ------------ | --- | --- | --- | --- | ------ |
| 2001/02 | MSJ  | Val Ridanna  | 44. | 49. | 54. | 16. | 16 let |
| 2002/03 | MSJ  | Kościelisko  | 52. | DNF | 42. | 11. | 17 let |
| 2004/05 | MSJ  | Kontiolahti  | 53. | 49. | 39. | 3.  | 19 let |
| 2005/06 | MSJ  | Presque Isle | 24. | 19. | 43. | DSQ | 20 let |

#### Profily
- Nathan Smith v databázi Mezinárodní biatlonové unie (anglicky)
- (anglicky) Profil Nathana Smithe na stránkách FischerSports.com
- (anglicky) Profil Nathana Smithe na stránkách Kanadského olympijského výboru